# Five Star Final
Pour plus de détails, voir Fiche technique et Distribution.
Five Star Final ou One Fatal Hour est un film américain réalisé par Mervyn LeRoy, sorti en 1931.

## Synopsis
Afin de doper le tirage de La Gazette, journal dont il est le rédacteur en chef, Randall accepte plus ou moins à contre cœur de déterrer un fait divers vieux de vingt ans et de le publier en feuilleton. Le fait divers concerne une femme, Nancy Voorhees qui a tué l'homme qui a refusé de l'épouser alors qu'il l'avait mis enceinte.
Nancy Voorhees a maintenant refait sa vie et est heureuse en ménage, sa fille, Jenny qui ne connait pas le passé de sa mère, ni l'identité de son vrai père est sur le point de se marier avec Phillip Weeks, le fils d'un riche industriel. Sortant acheter le journal Nancy apprend que la Gazette va publier sa vie en feuilleton, elle est désespérée, mais voilà que surgit Isopod, un reporter assez louche qui déguisé en prêtre va emprunter une photo de la jeune mariée et recueillir les confidences de la mère qui le somme de se rendre au journal pour arrêter la publication du feuilleton. Le lendemain les photos des futurs époux sont publiés en première page sous le titre, "la fille de l'assassin épouse le fils d'un industriel".
C'est le début du drame, les parents du jeune homme souhaitent casser le mariage, Nancy se suicide, puis le mari, découvrant le cadavre de son épouse en fait autant. Le futur marié refuse de se plier aux exigences de ses parents et rompt avec eux. Jenny se rend à "La Gazette" où sont réunis Randall, Isopod et le patron du journal, après les avoir accusé d'avoir tué ses parents, elle veut leur tirer dessus, mais Phillip Weeks intervient pour l'en empêcher. Les deux jeunes gens sortent, laissant les trois hommes gérer leur honte chacun à leur façon. Randall démissionnera ce qui ravira sa secrétaire qui n'attendait que ça.

## Fiche technique
- Titre : Five Star Final
- Titre alternatif : One Fatal Hour
- Réalisation : Mervyn LeRoy
- Scénario : Byron Morgan et Robert Lord d'après la pièce de Louis Weitzenkorn
- Photographie : Sol Polito
- Montage : Frank Ware
- Direction artistique : Jack Okey
- Costumes : Earl Luick, Edward Stevenson
- Producteur : Hal B. Wallis
- Société de production :  First National Pictures
- Sociétés de distribution :  Warner Bros. (États-Unis), Vitagraph Limited (Canada), First National Film Distributors (Royaume-Uni)
- Pays d'origine :  États-Unis
- Langue : Anglais
- Tournage ; du 14 avril 1931 auv 11 mai 1931 aux Warner Brothers Burbank Studios
- Format : Noir et blanc — 35 mm — 1,37:1 — Son : Mono
- Genre : Film dramatique, Film policier
- Durée : 89 minutes (1 h 29)
- Dates de sortie : 
  - États-Unis : 10 septembre 1931 (New York City, New York) /  26 septembre 1931 (sortie nationale)
  - Royaume-Uni : 26 novembre 1931 (Londres) /  2 mai 1932 (sortie nationale)
  - France : 31 octobre 1932

## Distribution
- Edward G. Robinson : Joseph W. Randall, le rédacteur en chef
- Frances Starr (en) : Nancy (Voorhees) Townsend
- H. B. Warner : Michael Townsend, l'époux de Nancy
- Marian Marsh : Jenny Townsend, la fille de Nancy
- Anthony Bushell : Phillip Weeks, le futur époux
- George E. Stone : Ziggie Feinstein
- Boris Karloff : T. Vernon Isopod, reporter
- Aline MacMahon : Miss Taylor, la secrétaire de Randall
- Oscar Apfel : Bernard Hinchecliffe, le directeur du journal
- Ona Munson : Kitty Carmody, une jeune reporter
- Purnell Pratt : Robert French

## À noter
- Le titre se réfère a une fonte de caractère serrée employée dans les titres de journaux des années 1930[1]
- Ce film a fait l'objet d'un remake, réalisé en 1936 par William C. McGann sous le titre Two Against the World.